# Новий Страхоцин
Новий Страхоцин (пол. Nowy Strachocin) — село в Польщі, у гміні Шелькув Маковського повіту Мазовецького воєводства.
Населення — 208 осіб (2011).
У 1975-1998 роках село належало до Остроленцького воєводства.

## Демографія
Демографічна структура станом на 31 березня 2011 року:
|          | Загалом | Допрацездатний вік | Працездатний вік | Постпрацездатний вік |
| -------- | ------- | ------------------ | ---------------- | -------------------- |
| Чоловіки | 105     | 32                 | 60               | 13                   |
| Жінки    | 103     | 27                 | 42               | 34                   |
| Разом    | 208     | 59                 | 102              | 47                   |